# دايجو كوروإيوا
دايجو كوروإيوا (باليابانية: 黒岩 大吾) (5 أغسطس 1975 في كاناغاوا في اليابان – )؛ هو لاعب كرة قدم سابق كان يلعب كحارس مرمى.